# Municipio de Leiding
El municipio de Leiding (en inglés: Leiding Township) es un municipio ubicado en el condado de St. Louis en el estado estadounidense de Minnesota. En el año 2010 tenía una población de 400 habitantes y una densidad poblacional de 1,1 personas por km².

## Geografía
El municipio de Leiding se encuentra ubicado en las coordenadas 48°3′54″N 92°50′34″O / 48.06500, -92.84278. Según la Oficina del Censo de los Estados Unidos, el municipio tiene una superficie total de 365 km², de la cual 317,39 km² corresponden a tierra firme y (13,04 %) 47,61 km² es agua.

## Demografía
Según el censo de 2010, había 400 personas residiendo en el municipio de Leiding. La densidad de población era de 1,1 hab./km². De los 400 habitantes, el municipio de Leiding estaba compuesto por el 79,5 % blancos, el 17,75 % eran amerindios, el 1 % eran asiáticos y el 1,75 % eran de una mezcla de razas. Del total de la población el 0,75 % eran hispanos o latinos de cualquier raza.